# Svømning under sommer-OL 2008 - 4x100m Fri Kvinder
Konkurrencen i 4x100m fri for kvinder under Sommer-OL 2008 bliver afholdt 9. – 10. august.

## Indledende heats 9. august

### 1. Heat
| Bane | Nationalitet   | Tid        | Noter |
| ---- | -------------- | ---------- | ----- |
| 3    | Kina           | 3:36.78 KF | AS    |
| 5    | Tyskland       | 3:37.52 KF |       |
| 4    | Australien     | 3:37.81 KF |       |
| 6    | Storbritannien | 3:39.18 KF |       |
| 1    | Japan          | 3:39.25    |       |
| 8    | Italien        | 3:40.42    |       |
| 2    | Rusland        | 3:42.52    |       |
| 7    | Brasilien      | 3:42.85    |       |

- KF = Kvalificeret til finalen
- AS = Asiatisk Rekord

### 2. Heat
| Bane | Nationalitet | Tid        | Noter |
| ---- | ------------ | ---------- | ----- |
| 5    | USA          | 3:37.53 KF |       |
| 4    | Holland      | 3:37.61 KF |       |
| 6    | Frankrig     | 3:37.76 KF |       |
| 2    | Canada       | 3:38.82 KF |       |
| 3    | Sverige      | 3:40.52    |       |
| 1    | Ukraine      | 3:44.72    |       |
| 7    | Sydafrika    | 3:51.14    |       |

- Holdet fra Hviderusland skulle have svømmet på bane 8, men meldte fra.

- KF = Kvalificeret til finalen.

## Finale
| Bane | Nationalitet | Tid     | Noter |
| ---- | ------------ | ------- | ----- |
| 6    | Holland      | 3:33.76 | OR    |
| 3    | USA          | 3:34.33 | AM    |
| 7    | Australien   | 3:35.05 | OC    |
| 4    | Kina         | 3:35.64 | AS    |
| 5    | Tyskland     | 3:36.85 |       |
| 2    | Frankrig     | 3:38.18 |       |
| 1    | Canada       | 3:38.32 |       |

- OR = Olympisk Rekord
- AM = Amerikansk Rekord
- OC = Oceanisk Rekord
- AS = Asiatisk Rekord